# Ibn Abd Rabbihi
Abu ˁUmar Ahmad ibn Muhammad ibn ˁAbd Rabbihi o al-Rabbihi (Córdoba, 860-940) fue un poeta andalusí, conocido fundamentalmente por su enciclopedia didáctica y poética ˁIqd al-farīd (El collar único).
Descendiente de un esclavo liberto del emir de Córdoba Hisham I, ejerció como reconocido maestro de retórica. Aunque no se conserva diwan alguno de Al-Rabbihi, en el Ud-Dahr de Yatimat (Damasco, 1887), se pueden leer sus poemas.
Más que por su poesía, es relevante por su antología en verso y prosa ˁIqd al-farīd (El collar único), obra enciclopédica dividida en veinticinco secciones que incluye más de mil trescientos versos propios que establecen una comparación con la poesía oriental cuyo propósito es mostrar que la calidad de la poesía de al-Ándalus era equiparable al del resto de la cultura árabe.
El ˁIqd al-farīd es una antología de adab (manual misceláneo didáctico) que funciona como epítome del Bayān wa at-tabwīn, el tratado de retórica y poética del erudito polígrafo basorí del siglo IX Al-Ğājiż. Esta importante poliantea ha sido editada modernamente varias veces desde fines del siglo XIX en El Cairo.
En su vejez compuso un conjunto de (mumaḥḥiṣāt), un tipo de casida que imitaba las de su juventud pero dando a su asunto un sentido contrario.
En general su poesía es de estilo modernista. Siguiendo los pasos del maestro del modernismo poético árabe Abū Nuwās, cultivó los géneros floral (waṣf) o báquico (jamriyyāt).
Fue, asimismo, autor de lírica genuinamente andalusí, ya que fue uno de los primeros creadores de moaxajas junto con Muqadam de Cabra.
Fue elogiado por el compilador persa de poesía Azzaˁlibī en su Yatimat ad-dahr y por el célebre Al-Mutanabbi, paradigma de la poesía clásica árabe, en los términos: «¡Oh, Ibn ˁAbd Rabbihi! ¡El ˁIrāq habrá de ir, sin duda, arrastrándose hacia ti!».